# فلويد فارنزورث
فلويد فارنزورث هو سياسي أمريكي، ولد في 2 أبريل 1869، وتوفي في 2 يناير 1946.